# Велибор Шиповац
Велибор Шиповац (Коњиц, 4. новембар 1976) српски је књижевник.

## Биографија
Од дјетињства се бави писањем поезије и прозе. У почетним разредима основног образовања његова поезија је објављивана и награђивана у сарајевском дјечијем листу „Мале новине“.
Као приређивач или аутор објавио је 17 наслова различитих књижевних облика, од којих су поједина изашла у више издања.
О књигама су писали: протојереј-ставрофор Момчило Пејичић, протојереј-ставрофор Драган Крушић, проф. Ђорђе Дабарчић, Божидар Глоговац, Момчило Голијанин, Ненад Раденковић Јеро, Милован Росић, Чедо Баћовић, Жељко Вујадиновић, Слободан Чуровић, Неда Гаврић, академик Матија Бећковић, академик Љубомир Зуковић и др.
Добитник је признања и књижевних награда на регионалном и међународном нивоу.
Поред објава у зборицима и часописима Србије, Црне Горе и Републике Српске, поезија је превођена на руски језик (часопис Академије руске књижевности „Московский Парнас“, бр. 4/2016, Москва 2016. г.).
На интернет порталима и архиви РТРС-а, Херцег телевизије и др. медија, налазе се фељтони, објаве, прикази и интервјуи о књижевним радовима, представљањима и учешћима у јавним манифестацијама и културним програмима.
Писао је рецензије за монографска, прозна и поетска дјела.
Члан је Градског одбора Српског просвјетног и културног друштва „Просвјета“ Требиње. Један је од оснивача Удружења „Културни круг Невесиње“. Члан је Удружења књижевника Републике Српске, Удружења књижевника Србије и многих других удружења и културних друштава.
Живи и ради у Требињу.

## Дела
- Херцеговина-обичаји и вјеровања (прво издање 2011. године, друго издање 2015. године, треће издање 2018. године)
- Братство Шиповац-историја и генеалогија, 2011.
- Стихови моје младости, збирка пјесама, 2012.
- На граници, роман, 2012.
- Протојереј-ставрофор Ратко Шиповац, 2013.
- Твоје име, збирка пјесама, 2013.
- Сјај у оку анђела, збирка пјесама, 2014.
- Седам крстова, роман, 2015.[1]
- Да се не заборави - Невесињци и вијек од Великог рата (прво издање 2014. године, друго издање 2015. године)
- Храм светог Георгија на Вјенчацу, 2015.
- Задужбина, изабране и нове пјесме, 2016.
- Између камена и неба, изабране пјесме, 2016.
- Трагови, збирка прича, 2018.
- Ходочашће у Свету Земљу, путопис, 2019.
- Свето и бескрајно, збирка пјесама, 2020.
- Прогон, роман, 2020.
- Шавови, роман, 2022.